# Gupt: The Hidden Truth
Gupt: The Hidden Truth è un film indiano del 1997 diretto da Rajiv Rai.

## Premi
- Filmfare Awards
  - 1998: "Best Villain" (Kajol), "Best Background Score" (Viju Shah), "Best Editing" (Rajiv Rai)